# Азизбек Тургунбоев
Азизбек Муродулаевич Тургунбаев (на узбекски: Azizbek Murodullayevich Turg'unboyev, Azizbek Murodulla o'g'li Turg'unboyev, роден на 1 октомври 1994) е узбекски професионален футболист, полузащитник  и състезател на Узбекския национален отбор по футбол. Футболист на узбекския Навбахор.
Участник в Купата на Азия 2023. Автор на първия гол в 1/8 финала срещу Тайланд - 2:1.

## Успехи
Навбахор (Наманган)
- Първа лига на Узбекистан
  - Бронзов медалист (1): 2018